# Ramadasa pavo
Ramadasa pavo är en fjärilsart som beskrevs av Walker 1856. Ramadasa pavo ingår i släktet Ramadasa och familjen nattflyn. Inga underarter finns listade.

## Bildgalleri

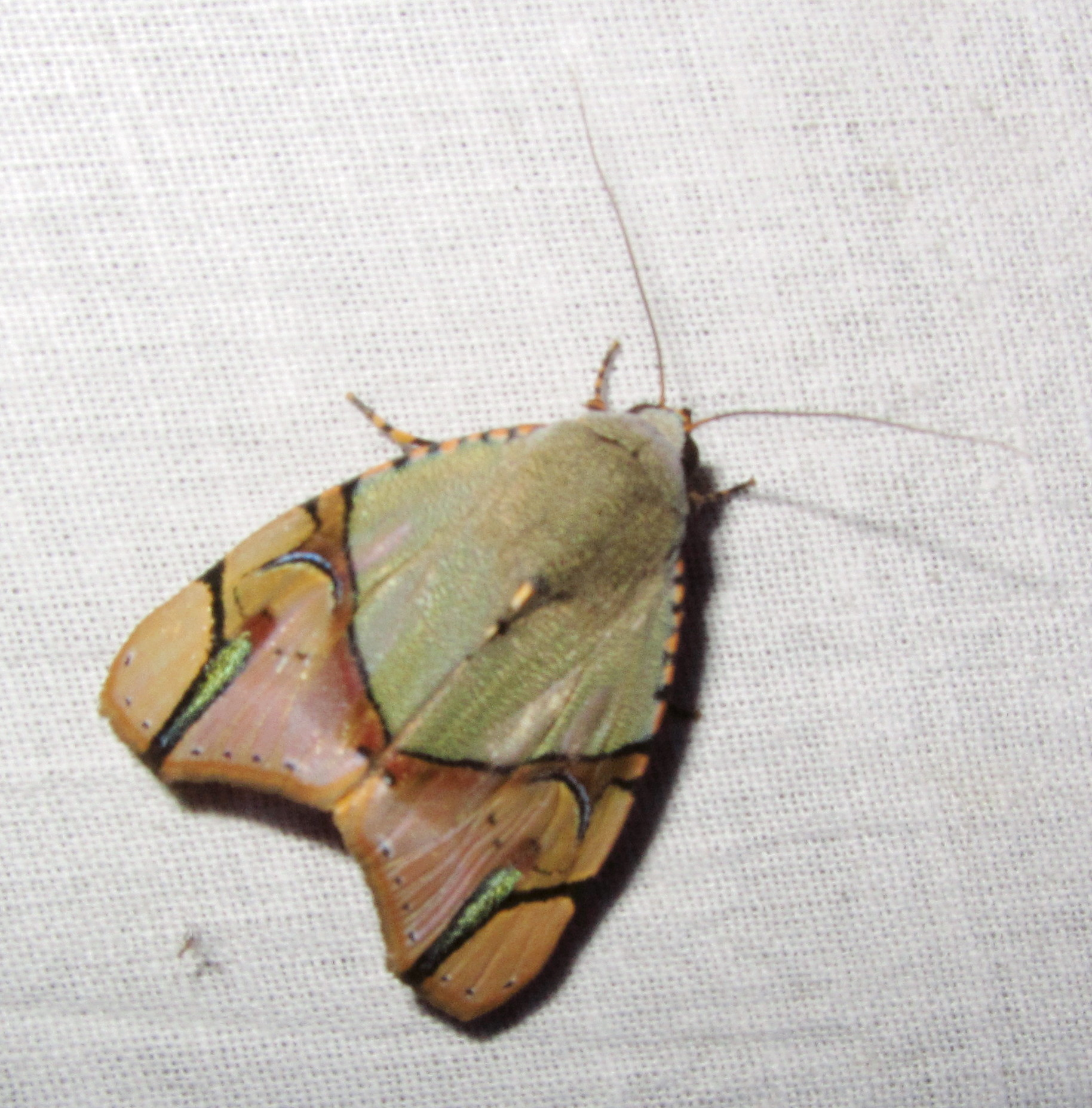
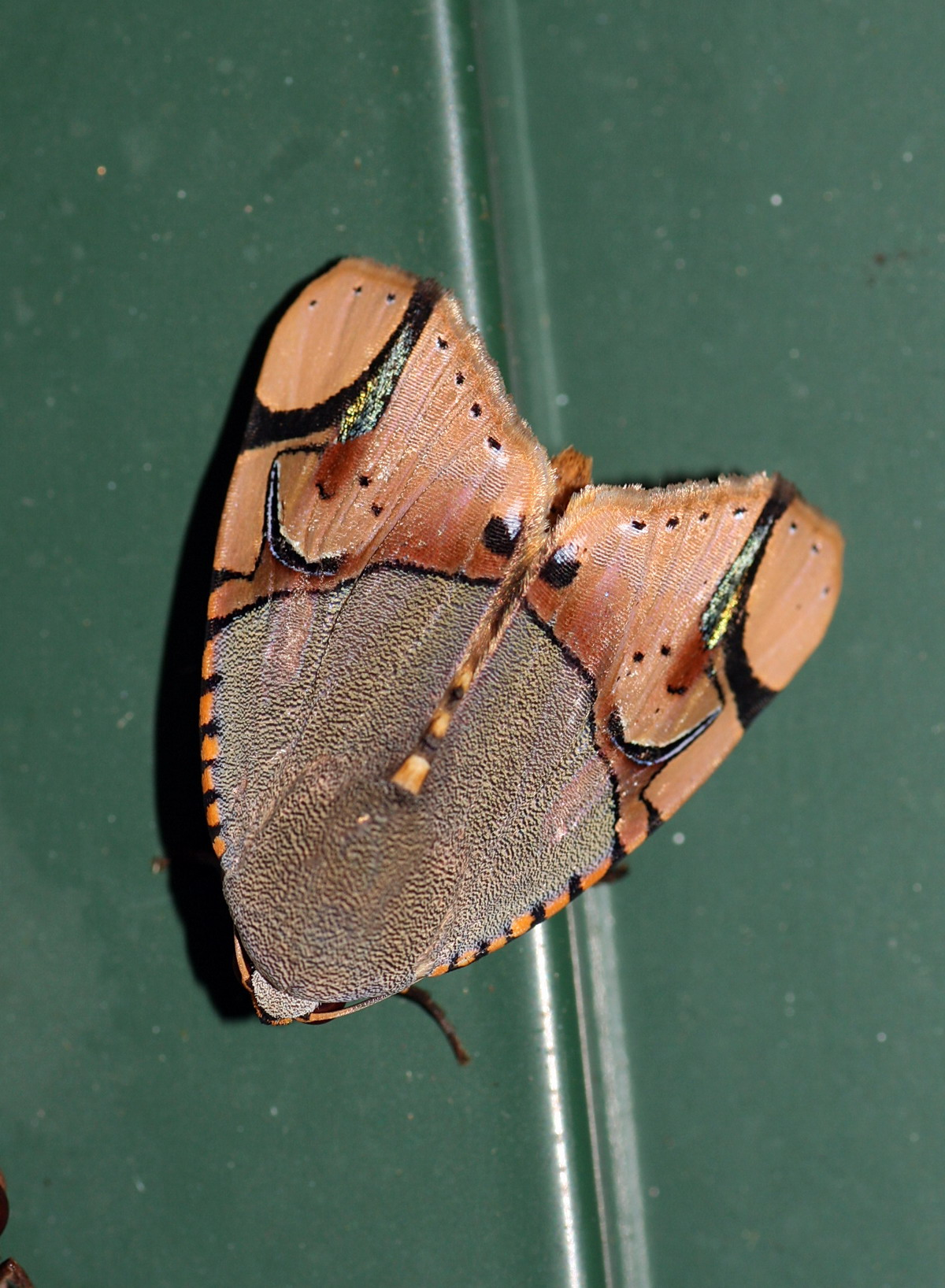